# Bernardsville
Bernardsville (en anglais [ˈbɜrnərdzvɪl]) est un borough situé dans le comté de Somerset, dans l’État du New Jersey, aux États-Unis. Lors du recensement de 2010, il comptait 7 707 habitants.
Le revenu moyen par habitant de Bernardsville est le dixième de l'État. Au niveau national, Bernardsville fait partie des 100 communautés les plus riches (parmi celles comprenant au moins 1 000 foyers).
À la suite d'un référendum, Bernardsville obtient le statut de borough indépendant le 6 mars 1924.
Une partie du borough est inscrite au registre national des lieux historiques, notamment le quartier historique d'Olscott Avenue en 2009.

## Histoire
Bernardsville constitue à l'origine un quartier intégré dans le township de Bernards, et porte le nom de Vealtown. En 1840, Vealtown devient Bernardsville, du nom de Sir Francis Bernard, gouverneur colonial du New Jersey de 1758 à 1760. Situé dans la partie la plus septentrionale du comté de Somerset, à seulement 20 kilomètres au sud de Morristown, le borough abrite quelques-uns des derniers vestiges de la grande forêt orientale.
Pendant la guerre d'indépendance américaine, le général Charles Lee décide de laisser reposer ses troupes à Vealtown dans la nuit du 12 au 13 décembre 1776. Le général et quelques hommes de sa garde passent la nuit à 5 kilomètres au sud-est, à White's Inn. Au matin, les Britanniques le font prisonnier et l'emmènent à New York.
Après la guerre de Sécession, de nombreux New-Yorkais aisés choisissent de venir habiter dans la région. La ligne de chemin de fer de Gladstone Branch atteint Bernardsville en 1872, et joue un rôle important dans le développement du borough. Ce n'est qu'en 1924 que Bernardsville devient une municipalité indépendante, au moment de sa séparation du township de Bernards.

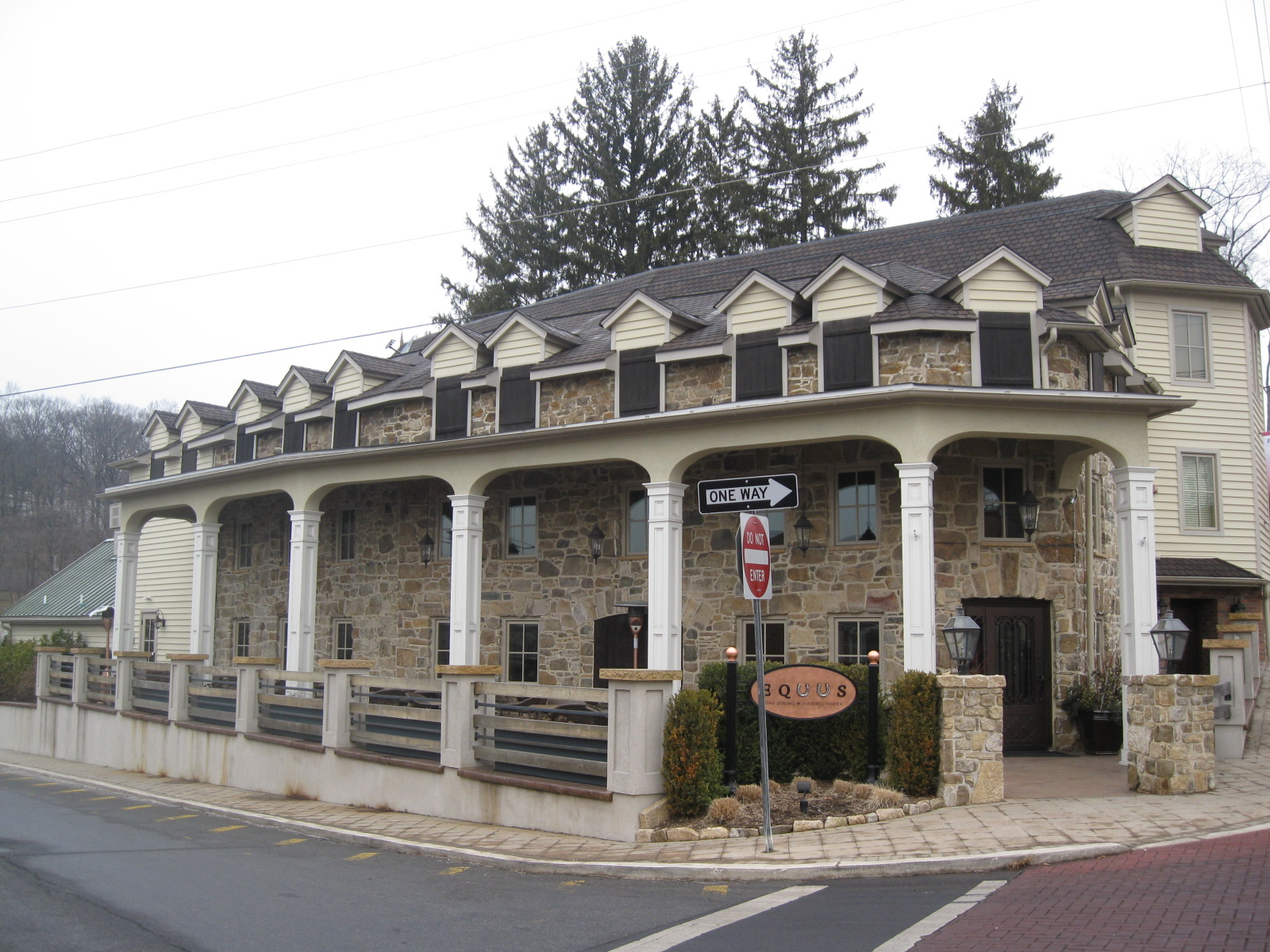
Un restaurant à Bernardsville.

## Démographie
| Groupe            | Bernardsville | New Jersey | États-Unis |
| ----------------- | ------------- | ---------- | ---------- |
| Blancs            | 91,4          | 68,6       | 72,4       |
| Asiatiques        | 3,3           | 8,6        | 4,8        |
| Autres            | 2,2           | 6,4        | 6,4        |
| Métis             | 2,1           | 2,3        | 2,9        |
| Afro-Américains   | 0,9           | 13,7       | 12,6       |
| Amérindiens       | 0,1           | 0,3        | 0,9        |
| Total             | 100           | 100        | 100        |
|                   |               |            |            |
| Latino-Américains | 11,7          | 17,7       | 16,7       |

Pour la période 2006-2010, 2,3 % des habitants (1,9 % des familles) se situent sous le seuil de pauvreté.
Selon l'American Community Survey, pour la période 2011-2015, 82,49 % de la population âgée de plus de 5 ans déclare parler anglais à la maison, alors que 12,73 % déclare parler l'espagnol, 1,47 % une langue chinoise, 0,84 % l'hindi, 0,76 % le tagalog et 1,71 % une autre langue.

## Personnalités liées à la ville
- Jacqueline Kennedy-Onassis y avait des amis et aimait passer du temps à Bernardsville, où elle loua puis finit par acheter une résidence qu'elle conserva jusqu'à sa mort[7].
- L'actrice Meryl Streep a passé toute son enfance à Bernardsville.
- Le boxeur Mike Tyson y vécut avec sa compagne l'actrice Robin Givens[8].